# 1909 en bande dessinée
| Années de la bande dessinée : 1906 - 1907 - 1908 - 1909 - 1910 - 1911 - 1912    |
| Décennies de la bande dessinée : 1870 - 1880 - 1890 - 1900 - 1910 - 1920 - 1930 |

Cet article présente les faits marquants de l'année 1909 en bande dessinée.

## Évènements
- Création de l'éditeur Kōdansha, la plus grosse maison d'édition du Japon, œuvrant notamment en matière de littérature et de manga.
- 2 juin : Avec la première parution du Daehanminbo 대한민보/大韓民報, apparaît le premier manhwa : sous le titre Saphwa (삽화), les Coréens peuvent découvrir l'œuvre du caricaturiste Lee Do-yeong (이도영).
- Création du personnage L'espiègle Lili par Jo Valle et André Vallet dans le journal Fillette

## Nouveaux albums
Voir aussi : Bandes dessinées des années 1900
| Sortie | Titre       | Scénariste | Dessinateur | Coloriste | Éditeur |
| ------ | ----------- | ---------- | ----------- | --------- | ------- |
| ?      | à compléter |            |             |           |         |
| ?      | …           |            |             |           |         |

## Naissances
- 9 février : Rob-Vel, dessinateur et scénariste français
- 14 avril : Jean Trubert, dessinateur et scénariste français
- 4 juillet : Manon Iessel, dessinatrice
- 9 juillet : Basil Wolverton
- 7 septembre : José Cabrero Arnal, dessinateur espagnol
- 28 septembre : Al Capp
- 2 octobre : Alex Raymond, dessinateur américain
- 13 novembre : Ralph Stein, auteur de comic strips

## Décès
- 6 février : Caran d'Ache, dessinateur et caricaturiste français, à 50 ans.